# 지랴쿠
지랴쿠(일본어: 治暦)는 일본의 연호 중 하나이다.
- 전후 : 고헤이(康平) 이후 - 엔큐(延久) 이전
- 시기 : 1065년 ~ 1068년
- 천황 : 고레이제이 천황, 고산조 천황

## 개원
- 고헤이 8년 8월 2일(율리우스력 1065년 9월 4일) 삼합의 액운(三合の厄 미아이노야쿠[*])을 피하기 위해 개원하여
- 지랴쿠 5년 4월 13일(율리우스력 1069년 5월 6일) 엔큐로 개원되었다.

## 출전
- 《상서정의》(尙書正義)의 "湯武革命, 順于天而應於人, 君子以治曆明時. 然則改正治曆自武王始矣".
- 《주역》의 "君子治曆明時"

## 지랴쿠 시기에 일어난 일
- 4년
  - 고산죠 천황이 즉위.

## 서력과의 대조표
| 지랴쿠      | 원년       | 2년        | 3년        | 4년        | 5년        |
| ----------- | ---------- | ---------- | ---------- | ---------- | ---------- |
| 서기 (西紀) | 1065년     | 1066년     | 1067년     | 1068년     | 1069년     |
| 간지 (干支) | 을사(乙巳) | 병오(丙午) | 정미(丁未) | 무신(戊申) | 기유(己酉) |

## 같이 보기
- 일본의 연호 일람

| 이전 고헤이 | 일본의 연호 1065년 ~ 1068년 | 다음 엔큐 |